# Trgovište
Trgovište (Servisch: Трговиште) is een gemeente in het Servische district Pčinja.
Trgovište telt 6372 inwoners (2002). De oppervlakte bedraagt 370 km², de bevolkingsdichtheid is 17,2 inwoners per km².
Naast de hoofdplaats Trgovište omvat de gemeente de plaatsen Babina Poljana, Barbace, Vladovce, Goločevac, Gornovac, Gornja Trnica, Gornji Kozji Dol, Gornji Stajevac, Dejance, Donja Trnica, Donji Kozji Dol, Donji Stajevac, Dumbija, Đerekarce, Zladovce, Kalovo, Lesnica, Mala Reka, Margance, Mezdraja, Novi Glog, Novo Selo, Petrovac, Prolesje, Radovnica, Rajčevce, Surlica, Crveni Grad, Crna Reka, Crnovce, Šajince, Šaprance, Široka Planina en Šumata Trnica.